# BMW Z1
Der BMW Z1 wurde auf der IAA 1987 vorgestellt und war von BMW als Image- und Technologieträger konzipiert. Der Werkscode war E30 (Z).

## Modellgeschichte
Für die Planung und Ausführung des Projekts war die 1985 gegründete BMW-Tochter BMW Technik GmbH verantwortlich. Namentlich sind hier Ulrich Bez und als Designer Harm Lagaay zu nennen. Zwischen Anfang 1989 und Mitte 1991 wurden in einer limitierten Serie genau 8000 Z1 gebaut. Die Tagesproduktion lag anfangs bei maximal sechs Fahrzeugen. Der Preis betrug bei der Vorstellung 80.000 DM, stieg später auf 89.000 DM. Die Z1 wurden in Handarbeit gefertigt.

## Besonderheiten

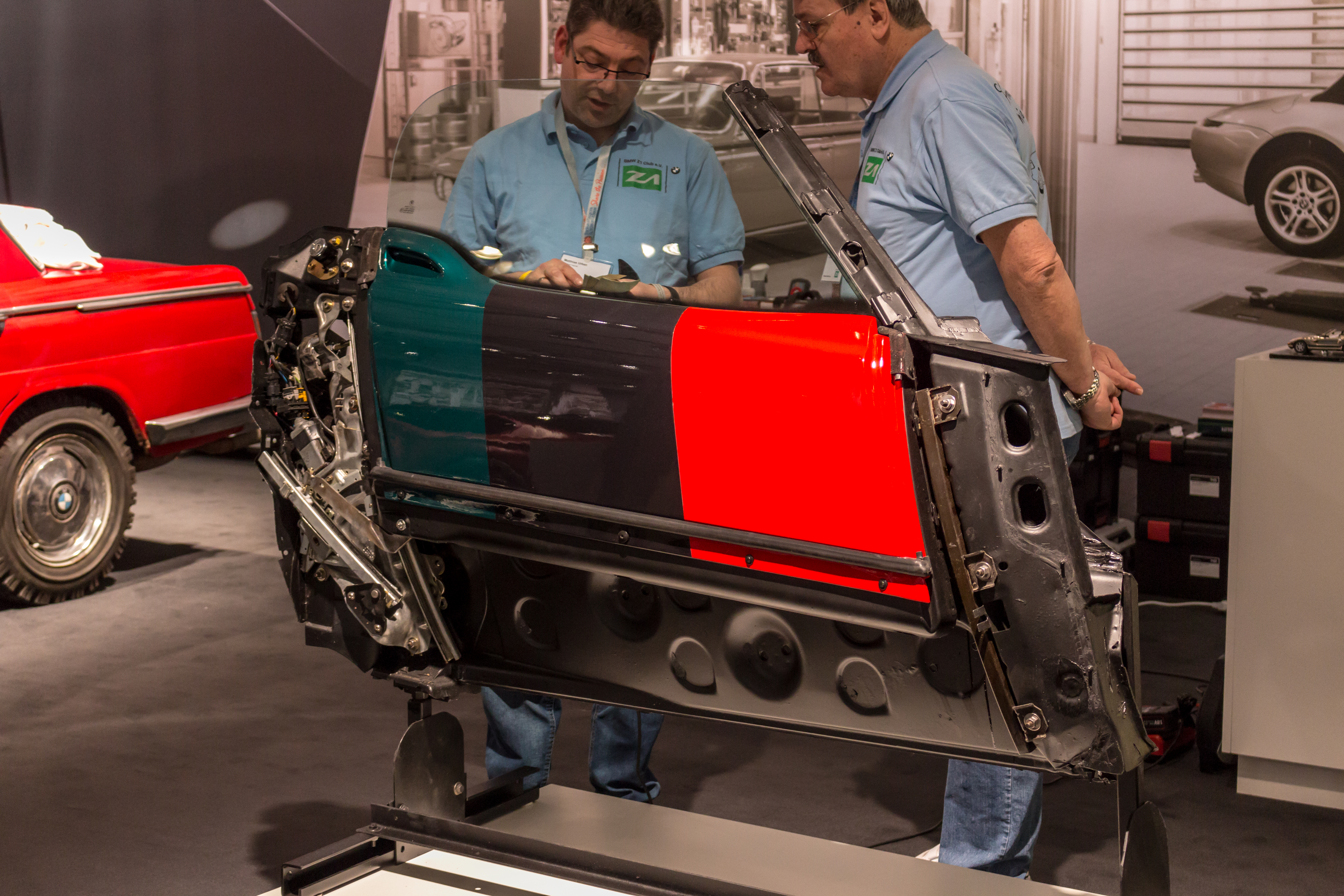
Türmechanismus

Das Fahrzeug hat Eigenschaften, die sonst selten bei Serienprodukten zu finden sind:
- Die Türen tragen nicht zur Stabilität der Karosserie bei und sind in den Seitenschwellern versenkbar, so dass mit offenen Türen gefahren werden kann.
- Der Motor ist, wie bis in die 1930er Jahre hinein bei Pkw allgemein üblich, hinter der Vorderachse eingebaut, wodurch die Gewichtsverteilung zwischen Vorder- und Hinterachse auf das ideale Verhältnis gebracht wurde. (Heute wird dies auch Frontmittelmotor genannt.)
- Das komplett verschweißte, ansonsten fertige Chassis  aus Stahlblech ist am Stück feuerverzinkt. Das verlängerte die Lebensdauer und erhöht die Torsionssteifigkeit gegenüber einem Chassis aus unverzinktem oder vorverzinktem Blech um 25 %. Die Technik war damals neu und nur aus dem Renault Espace bekannt.
- Nichttragende Karosserieteile wie Seitenwände, Türen, Schwellerverkleidungen, Kotflügel und Stoßfänger, sind aus thermoplastischem Kunststoff und mit dem Chassis verschraubt. Das soll den Aufwand bei Reparaturen verringern.
- Klappen (Front-, Verdeck- und Heckklappe) aus GFK.
- Der Boden ist aus faserverstärktem Sandwichmaterial und von unten völlig glatt. Er wurde in das Chassis eingeklebt und zusätzlich verschraubt. Der Endschalldämpfer hat die Form eines Flügelprofils.[4]
- Die  (zentralpunktgeführte Doppelquerlenker-)Hinterachse wurde neu konzipiert und  dann in die nachfolgende Großserienproduktion der Baureihe E36 übernommen.[5]

## Varianten
Um die Kosten in Grenzen zu halten, wurde z. B. bei der Antriebstechnik auf Großserienteile zurückgegriffen.
Mit 125 kW (ca. 170 PS) Leistung und 222 Nm Drehmoment war der Z1 ausreichend motorisiert. Das niedrige Gewicht und das aufwändige Fahrwerk ermöglichten hohe Kurvengeschwindigkeiten.
Vom Z1 gab es nur eine Modellausführung, die Fahrzeuge unterscheiden sich lediglich in Farbe der Karosserie (anfangs „Toprot“, helles „Fungelb“, „Urgrün“, „Traumschwarz“ – später auch „Purblau“ und „Magicviolett“) und der Innenausstattung (Dunkelgrau, Hellgrau, Gelb, Rot). Die meisten Fahrzeuge wurden in „Toprot“ (3102 Stück) produziert, die seltenste Außenfarbe war „Fungelb“ mit lediglich 135 Exemplaren.
66 Fahrzeuge wurden von Alpina umgebaut und als Alpina RLE (Roadster Limited Edition) verkauft. Unterschiede zur Serienversion des Z1 waren ein um 0,2 l größerer Hubraum, 30 PS mehr Leistung, geändertes Fahrwerk und Auspuffanlage und die mit 4×100er Lochkreis nur diesen Autos vorbehaltenen 17″-Alpina-Felgen. Weitere acht Z1 wurden auf Kundenwunsch von Alpina auf den Stand des RLE umgebaut. Diese Fahrzeuge mussten anschließend über eine Einzelabnahme beim TÜV Buchloe für den Straßenverkehr zugelassen werden.
10 Fahrzeuge wurden bei AC-Schnitzer in Aachen auf einen 2,7-Liter-Motor getunt mit ca. 210 PS. Zudem wurde ein angepasstes 3 cm tieferes und sportlicher abgestimmtes Fahrwerk mit Bilstein Stoßdämpfern entwickelt.
1991 gestaltete der Künstler A. R. Penck einen Z1 („BMW Art Car“).

## Technische Daten
|                              | BMW Z1               | BMW-Alpina RLE (Roadster Limited Edition) |
| ---------------------------- | -------------------- | ----------------------------------------- |
| Motor                        | BMW M20 B25          | Alpina C2/6                               |
| Bauart/Zylinder/Ventile      | Reihenmotor / 6 / 12 | Reihenmotor / 6 / 12                      |
| Hubraum (cm³)                | 2494                 | 2693                                      |
| Bohrung × Hub (mm)           | 84 × 75              | 84 × 81                                   |
| Leistung kW (PS) bei 1/min   | 125 (170) bei 5800   | 147 (200) bei 6000                        |
| Drehmoment (Nm bei 1/min)    | 222 bei 4300         | 261 bei 4900                              |
| Antrieb                      | Hinterradantrieb     | Hinterradantrieb                          |
| Beschleunigung, 0–100 km/h   | 7,9 s                | 7,1 s                                     |
| Höchstgeschwindigkeit (km/h) | 225                  | 231                                       |
| Verbrauch (l/100 km)         | 9,2 N (91 ROZ)       | 10,5 N (91 ROZ)                           |
| Gewicht (kg)                 | 1250                 | 1250                                      |
| Tankinhalt (Liter)           | 58                   | 58                                        |
| Verkaufspreis (1989)         | 83.000 DM            | 116.000 DM                                |

## Bestand in Deutschland
Aufgeführt ist der Bestand an BMW Z1 nach Hersteller- (HSN) und Typschlüsselnummer (TSN) in Deutschland laut Kraftfahrt-Bundesamt jeweils mit Stichtag 1. Januar. Typen mit weniger als 100 Fahrzeugen werden nicht ausgewiesen. Bis 2007 beinhaltete der Bestand neben der Anzahl der angemeldeten Fahrzeuge auch die Anzahl der vorübergehenden Stilllegungen. Seit 2008 enthält der Bestand lediglich den „fließenden Verkehr“ einschließlich der Saisonkennzeichen.
| Modell                | HSN/TSN               | 2005  | 2006    | 2007    | 2008     | 2009    | 2010    | 2011    | 2012    | 2013    | 2014    | 2015    | 2016    | 2017    | 2018    | 2019    | 2020    | 2021    | 2022    | 2023    | 2024    | 2025    |
| --------------------- | --------------------- | ----- | ------- | ------- | -------- | ------- | ------- | ------- | ------- | ------- | ------- | ------- | ------- | ------- | ------- | ------- | ------- | ------- | ------- | ------- | ------- | ------- |
| Z1                    | 0005/484              | 4.206 | 4.185   | 4.145   | 3.477    | 3.500   | 3.551   | 3.539   | 3.524   | 3.547   | 3.543   | 3.547   | 3.583   | 3.585   | 3.577   | 3.580   | 3.577   | 3.564   | 3.576   | 3.581   | 3.574   | 3.551   |
| Differenz zum Vorjahr | Differenz zum Vorjahr |       | −0,50 % | −0,96 % | −16,12 % | +0,66 % | +1,46 % | −0,34 % | −0,42 % | +0,65 % | −0,11 % | +0,11 % | +1,01 % | +0,06 % | −0,22 % | +0,08 % | −0,08 % | −0,36 % | +0,34 % | +0,14 % | −0,20 % | −0,64 % |

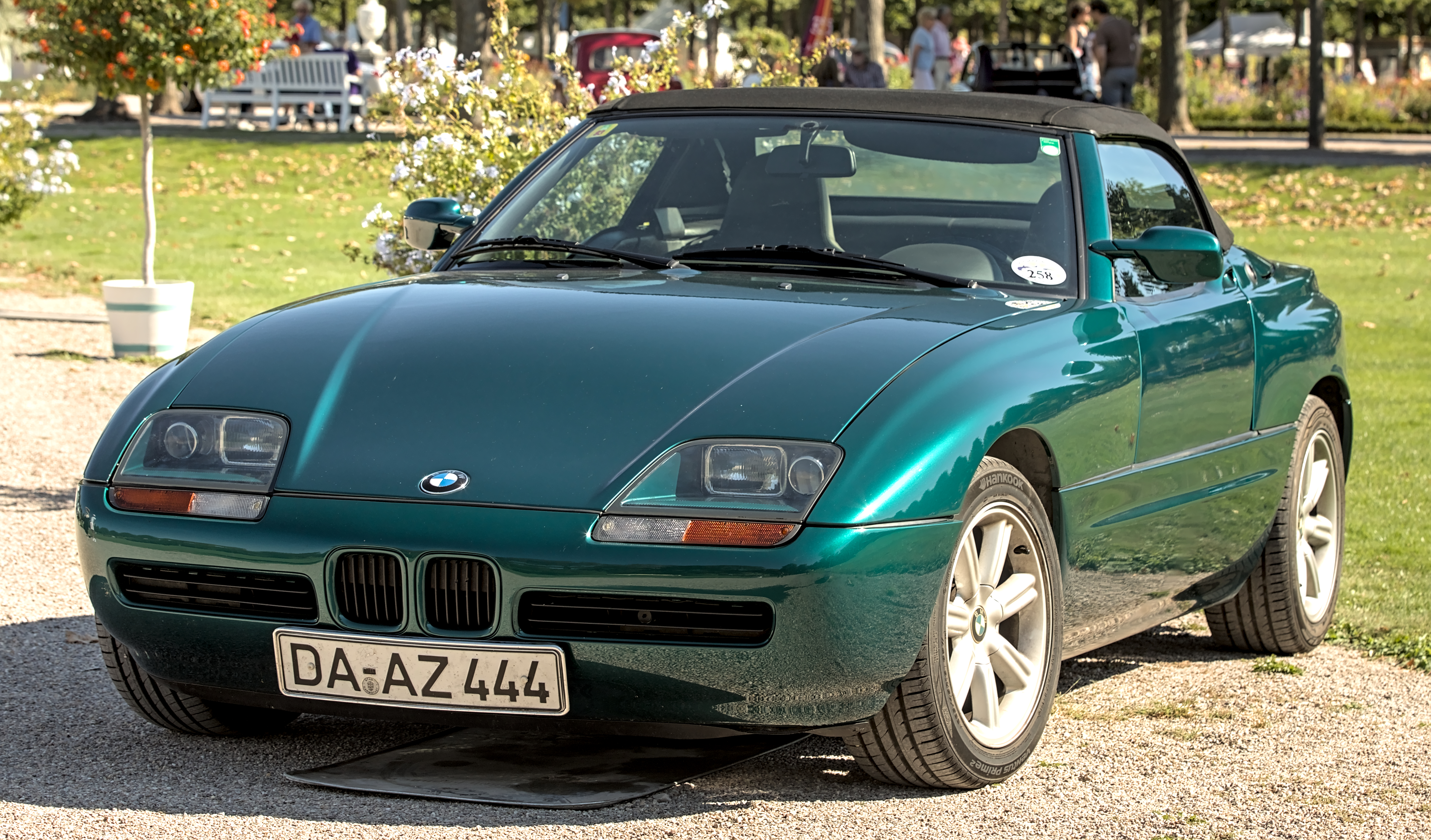
BMW Z1 mit geschlossenen Türen (urgrün)
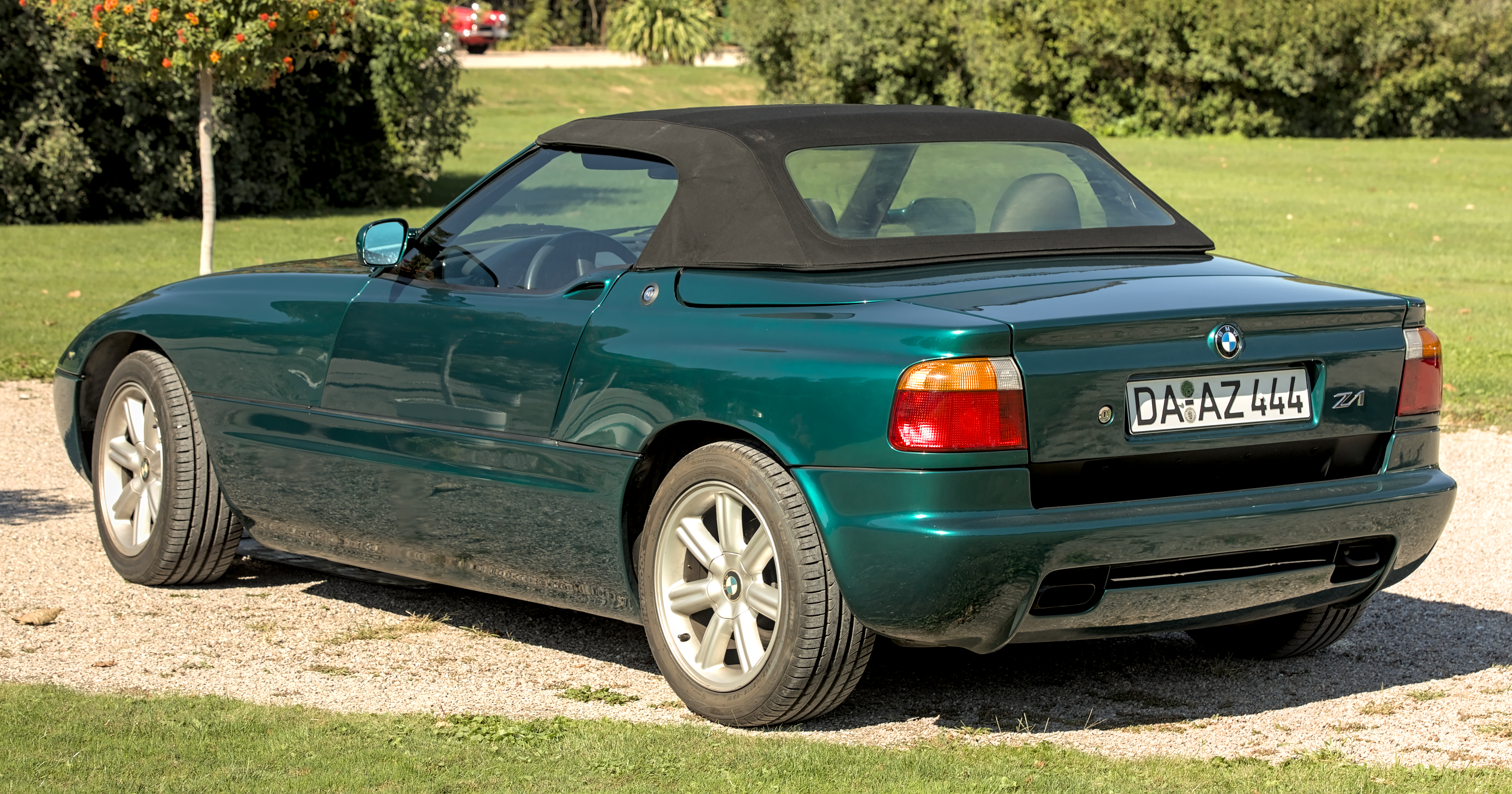
Heckansicht
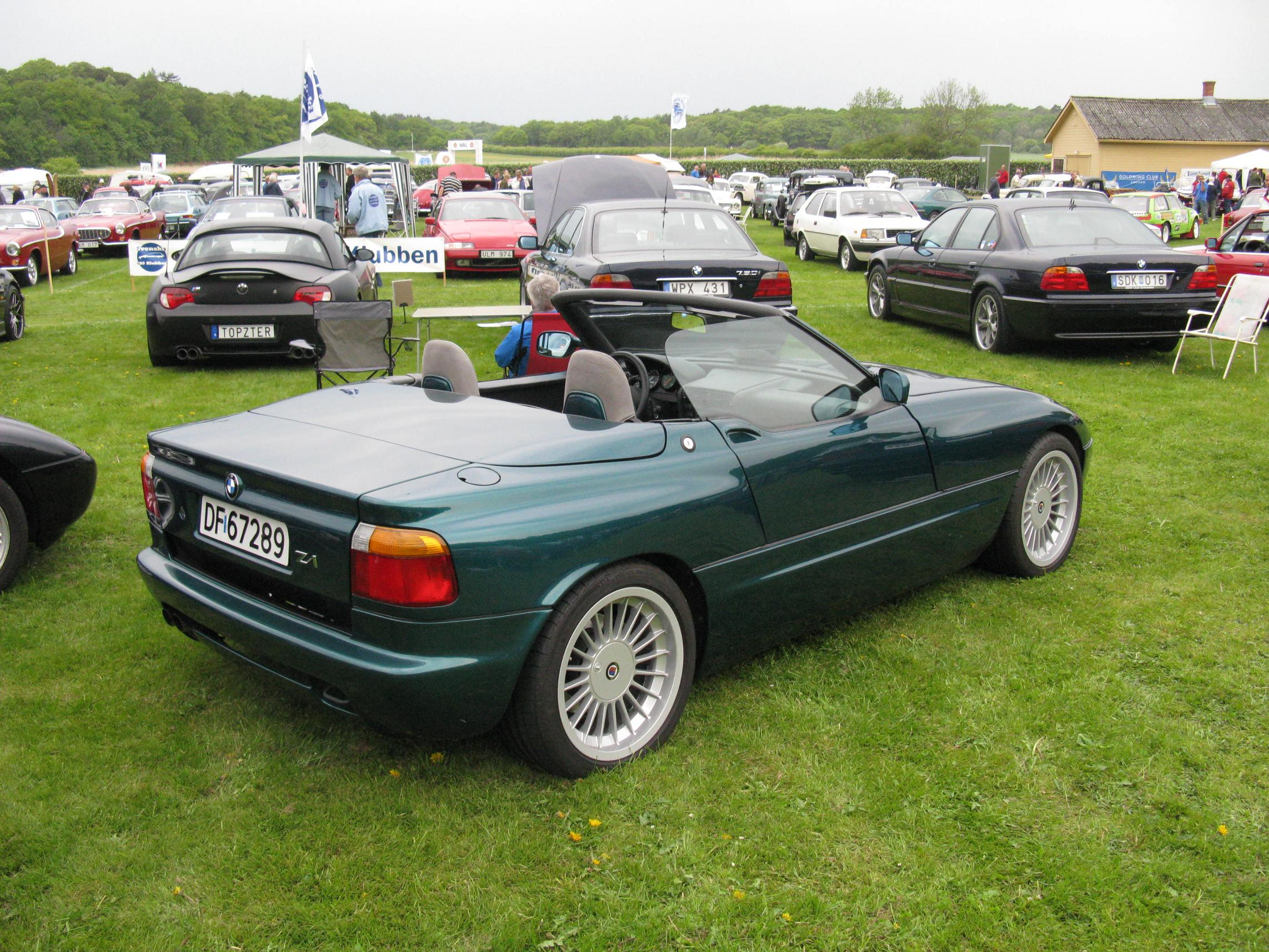
BMW-Alpina RLE
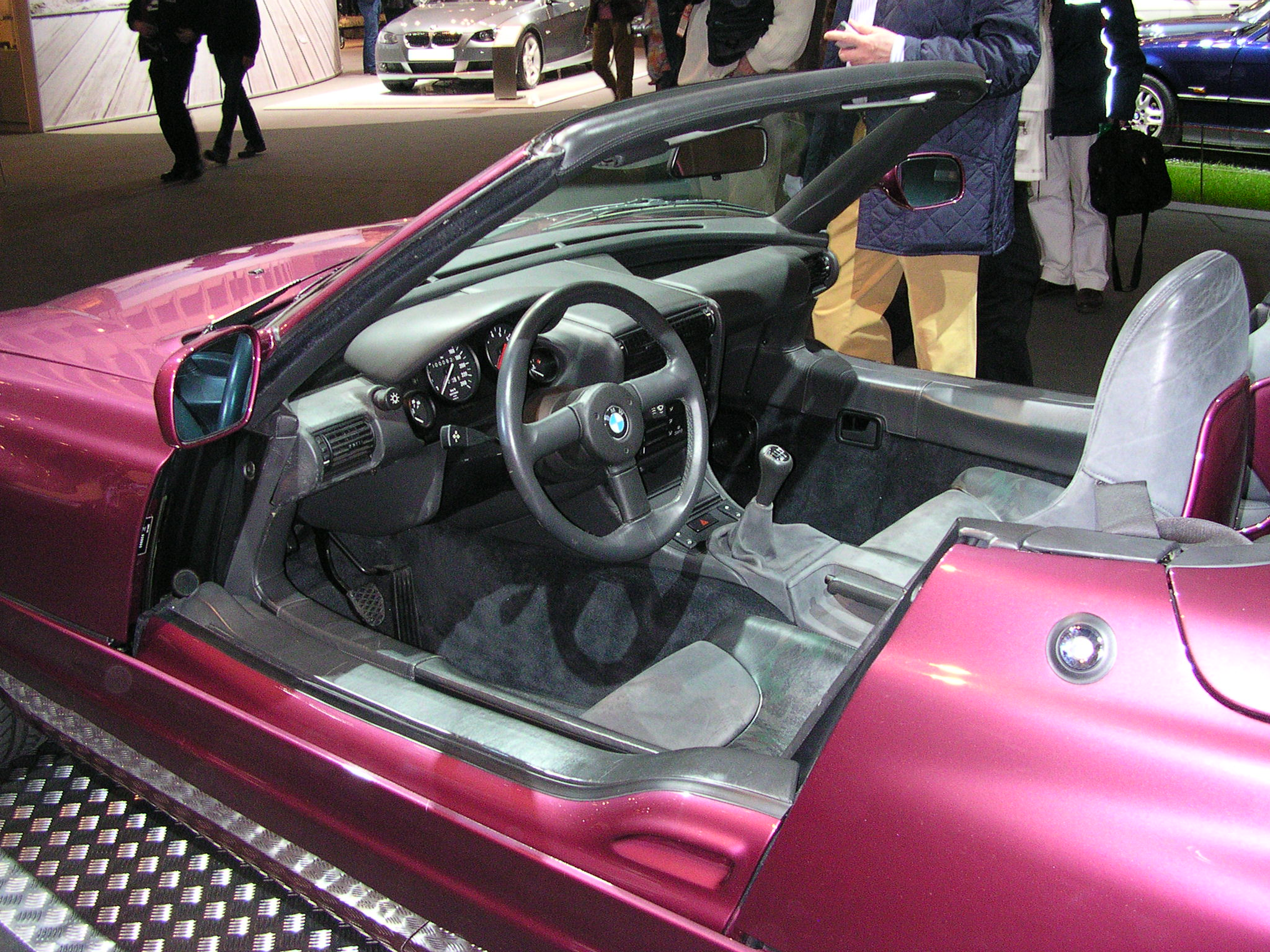
Detailansicht einer versenkten Tür
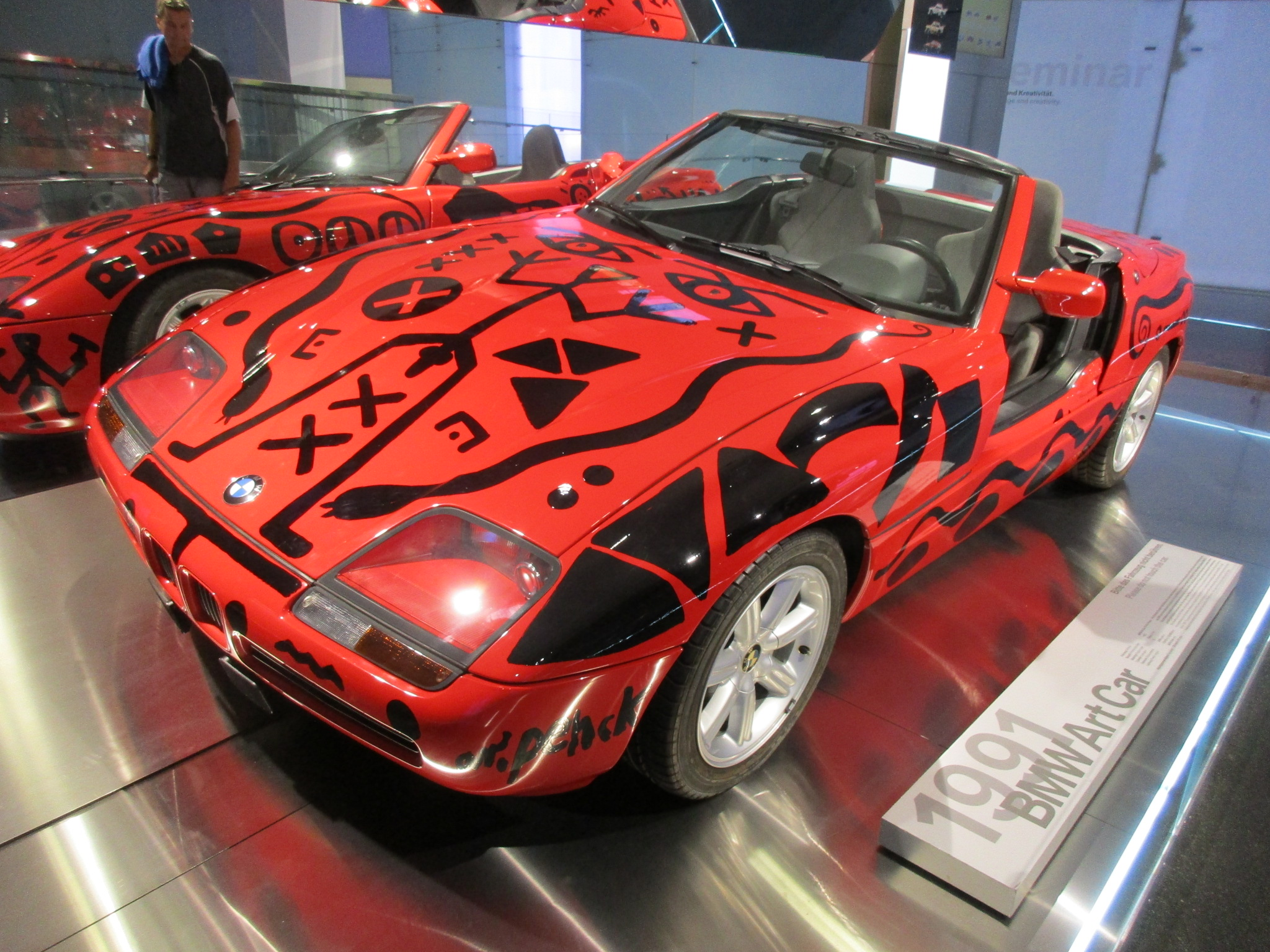
Z1-Art Car von 1991